# Nižná Polianka
Nižná Polianka es un municipio del distrito de Bardejov en la región de Prešov, Eslovaquia, con una población estimada a final del año 2024 de 220 habitantes.
Se encuentra ubicado en el centro-norte de la región, cerca del río Topľa (cuenca hidrográfica del río Tisza) y de la frontera con Polonia.

## Demografía
| Año        | 1994 | 2004    | 2014    | 2024     |
| ---------- | ---- | ------- | ------- | -------- |
| Población  | 262  | 252     | 246     | 220      |
| Diferencia |      | −3,81 % | −2,38 % | −10,56 % |

| Año        | 2023 | 2024    |
| ---------- | ---- | ------- |
| Población  | 224  | 220     |
| Diferencia |      | −1,78 % |